# Provocatio

La provocatio ou provocatio ad populum constitue une restriction du pouvoir de coercition capitale dont disposent les magistrats supérieurs romains, c'est-à-dire le pouvoir de prononcer une sentence capitale à l'encontre d'un citoyen et de la faire appliquer. Seuls certains magistrats romains extraordinaires dits sine provocatione, comme les dictateurs ou les décemvirs à pouvoir consulaire, ne sont pas soumis à provocatio.

## Laprovocatiodans le droit romain
Pour un article plus général, voir Droit romain.
La provocatio, du latin provocare (qui peut se traduire par « appeler » ou « faire venir ») est une procédure destinée à faire porter une affaire judiciaire devant un iudex unus ou devant le peuple. La provocatio ad populum, par exemple, instaure un droit d'appel au peuple auquel peut recourir tout citoyen soumis à la coercition capitale d'un magistrat supérieur, ce qui lui permet de porter l'affaire devant les comices, une assemblée populaire. Cette procédure est différente de l'appel à la foule (fides implorare) pour obtenir un secours physique, ce qui peut s'apparenter à un appel à l'insurrection selon le contexte. Les deux procédures vont souvent de pair, surtout au début de la République, et les auteurs antiques confondent souvent les deux en une seule procédure, livrant parfois des récits anachroniques.
Contrairement à ce que peuvent laisser croire les récits de certains auteurs antiques, dont Tite-Live et Cicéron, la provocatio n'est pas systématique. En effet, les procès au cours desquels les accusés risquent une forte amende (multa) ou la peine capitale sont quasiment tous portés devant le peuple par le magistrat chargé de l'affaire, sans qu'il soit nécessaire pour le prévenu de recourir à son droit d'appel. Après l'institution de cette procédure, les magistrats supérieurs romains cessent dans les faits d'user de leur pouvoir de coercition capitale de crainte d'être désavoués ensuite par la décision des comices. La procédure de la provocatio devient garante de la liberté des citoyens et constitue une limite à l'usage du pouvoir de coercition (coercitio) des magistrats supérieurs,.
La provocatio ne s'applique que dans le cas où un magistrat supérieur prononce une sentence capitale à l'encontre d'un citoyen. Ce pouvoir de coercition capitale est symbolisé par les faisceaux attribués aux magistrats qui peuvent servir de verges pour appliquer la peine de la flagellation et de haches pour exécuter la peine de décapitation, les deux peines appliquées successivement constituant une des formes de peine capitale. La procédure d'appel ne s'applique pas dans le cas de peines moins lourdes comme les amendes ou dans le cas de peines capitales qui ne suivent pas le schéma décrit précédemment. Elle ne remet pas en cause non plus le système de justice criminelle.
À l'origine, il n'est pas fait de distinction entre le pouvoir qu'un magistrat supérieur peut exercer dans Rome et la limite d'un mille en périphérie et à l'extérieur de Rome. Son pouvoir de coercition capitale est alors absolu. Par la suite, deux pouvoirs différents s'appliquent selon qu'on se trouve à Rome ou dans la limite d'un mille (imperium domi, pouvoir civil acquis par les auspices prises lors de l'entrée en charge des magistrats) ou à l'extérieur de Rome (imperium militiae, pouvoir militaire acquis par les auspices de départ en campagne). L'institution de la provocatio ne s'applique au départ que dans Rome et le pouvoir de coercition du magistrat demeure absolu à l'extérieur. Pour autant, les magistrats ne sont pas privés de ce pouvoir à Rome bien que dans les faits, ils n'en fassent plus usage afin d'éviter de provoquer un conflit avec le peuple qui est en mesure de contester la décision selon la procédure d'appel. Par conséquent, les magistrats supérieurs ne s'occupent plus de la répression des délits politiques qui est remplacée par une justice comitiale au travers de procès pour perduellio menés par les tribuns de la plèbe devant les comices.

## Évolution de laprovocatio
La procédure de provocatio évolue tout au long de l'histoire romaine avec les lois dites de provocatione qui permettent aux citoyens romains puis aux pérégrins d'avoir accès aux comices en cas d'appel.

### Premières loisde provocatione
Il est peu probable, comme l'affirme Cicéron, que cette procédure ait été en usage sous la  royauté . Selon la tradition, elle aurait été instituée dès 509 av. J.-C. par le consul Publius Valerius Publicola avec le vote des Leges Valeriae Publicolae. Les décemvirs auraient ensuite supprimé la procédure qui n'apparaît pas dans la loi des Douze Tables. Elle aurait alors été rétablie peu après la chute du second collège décemviral en 449 av. J.-C. avec les Leges Valeriae Horatiae.
Les auteurs antiques se contredisent sur la date d'apparition de la procédure ainsi que sur son évolution au cours des premiers temps de la République. Ainsi, Cicéron en trouve la trace dans la loi des Douze Tables qui traite en effet en partie de justice criminelle mais pas de la coercition des magistrats. Cette introduction est donc artificielle et permet à l'auteur d'apporter plus d'harmonie à son récit et de rester cohérent avec l'apparition de la procédure en 509 av. J.-C. Cette version de l'annalistique qui attribue la création de la procédure à Publicola est elle-même très douteuse et paraît anachronique. La répétition que constitue la ré-instauration de la provocatio en 449 av. J.-C. par un consul portant le même nomen Valerius renforce cette impression.
La loi de provocatione votée en 449 av. J.-C. permet en fait aux annalistes de réintroduire la procédure d'appel dans le droit romain après sa supposée suppression par les décemvirs. Il est possible qu'une telle procédure ait pu être en usage à cette époque, à titre facultatif, mais cela paraît très peu probable étant donné la gêne qu'une telle procédure occasionne pour les consuls et les situations complexes que cela auraient inévitablement entrainé. Toutes ces lois étant censées être votées à l'instigation d'un Valerius, ces inventions de l'annalistique peuvent être analysées comme une tentative de glorification tardive de la gens Valeria.

### LaLex Valeriade 300 av. J.-C.
La première loi authentique de provocatione est la loi proposée par le consul Marcus Valerius Corvus en 300 av. J.-C. Cette loi répond à un besoin politique, l'intercession tribunitienne étant devenue insuffisante pour lutter efficacement contre la coercition capitale des magistrats supérieurs ordinaires jugée arbitraire,. La Lex Valeria institue l'appel au peuple qui vient remplacer l'auxilium des tribuns de la plèbe, c'est-à-dire leur faculté à venir en aide au citoyen qui en fait la demande. Cette loi concerne uniquement les cas où le magistrat a prononcé une sentence capitale qui prend la forme d'une décapitation précédée d'une flagellation. Elle ne traite pas des autres formes de coercition.
Si la Lex Valeria de 300 av. J.-C. ne supprime pas en théorie la coercition capitale des magistrats supérieurs, dans les faits, elle a pour conséquence d'en réduire nettement la pratique, du moins à Rome et dans la limite d'un mille. Le système de justice criminelle s'adapte néanmoins rapidement et les magistrats usent d'autres formes de peines pour contourner les dispositions de la nouvelle loi comme la vente du citoyen à la levée ou à l'incensus, une forme de coercition assez lourde mais qui échappe à la loi.
Les dispositions de la Lex Valeria, concernant d'abord uniquement les citoyens romains, sont étendues aux provinciaux avec la Lex Acilia repetundarum de 78 av. J.-C. Avec les Leges Porciae du IIe siècle av. J.-C., la procédure de provocatio est plus tard étendue hors des limites de Rome et appliquée dans l'armée romaine où elle est restée longtemps interdite,.

### Postérité
La procédure de provocatio antique constitue la forme primordiale de la procédure légale de l'appel telle qu'on la pratique aujourd'hui. C'est un précurseur du principe de l'habeas corpus qui apparaît au cours du Moyen Âge.